# Aleksi Sanotschkin
Aleksi Sanotschkin (russisch: Алексий Заночкин; bürgerlich Aleksei Wiktorowitsch Sanotschkin russisch Алексей Викторович Заночкин; * 17. Oktober 1975 in Orjol, Russland) ist russisch-orthodoxer Bischof und Administrator der Eparchie für Wien und Österreich.

## Lebenslauf
Sanotschkin wurde am 11. September 2000 von Erzbischof Paisi von Orjol und Liwny zum Priester geweiht. Er studierte von 2001 bis 2008 Theologie in Moskau und empfing bei seiner Mönchsweihe im Mariä-Himmelfahrts-Kloster in Orjol den Ordensnamen des Hl. Aleksi. Der Heilige Synod der russisch-orthodoxen Kirche ernannte ihn am 4. Oktober 2012 zum Hegumen des neu gegründeten Klosters St. Kukscha im Dorf Frolowka in der Region Orjol. Am 9. April wurde er während der göttlichen Liturgie in der Kathedrale Christi des Erlösers durch Patriarch Kyrill zum Bischof geweiht. Am 4. April 2019 wurde er zum Bischof von Weliki Ustjug und Totma und am 11. April 2020 zum Bischof von Kafa, Vikarbischof der Diözese von Korsun und Administrator der Diözese von Wien und Österreich ernannt.

## Einzelnachweis
1. ↑  Bischof Aleksij Zanochkin. Abgerufen am 12. März 2021.

| Personendaten    | Personendaten                                                                                             |
| ---------------- | --- |
| NAME             | Sanotschkin, Aleksi                                                                                       |
| ALTERNATIVNAMEN  | Алексий; Заночкин, Алексий; Sanotschkin, Aleksei Wiktorowitsch (bürgerlich); Заночкин, Алексей Викторович |
| KURZBESCHREIBUNG | russisch-orthodoxer Bischof, Administrator der Eparchie für Wien und Österreich                           |
| GEBURTSDATUM     | 17. Oktober 1975                                                                                          |
| GEBURTSORT       | Orjol, Sowjetunion                                                                                        |